# 罗克萨娜·杜米特雷斯库
罗克萨娜·杜米特雷斯库（羅馬尼亞語：Roxana Dumitrescu，1967年6月27日—），罗马尼亚女子击剑运动员。她曾代表罗马尼亚参加1992年夏季奥林匹克运动会击剑比赛，获得女子团体花剑铜牌。